# Terril no 125, Sainte Marie Est
Le terril no 125, Sainte Marie Est est un des 339 terrils du bassin minier du Nord-Pas-de-Calais. Avec le terril no 125A, Sainte Marie Ouest, il résulte principalement de l'exploitation de la fosse Sainte-Marie par la Compagnie des mines d'Aniche à Auberchicourt puis, après la nationalisation, par le Groupe de Douai. Édifié dès la mise en service de la fosse en 1863, la mise en terril cesse en 1960 lorsque la fosse cesse d'extraire, elle assure alors l'aérage pour la fosse Delloye jusqu'en 1968.
Le terril est ensuite exploité en partie par Tercharnor jusque fin 2010. Des aménagements sont effectués pour plus de 400 000 € afin de favoriser et développer la biodiversité. Son environnement lui vaut d'être classé zone naturelle d'intérêt écologique, faunistique et floristique de type I.

## Historique

### Création
La Compagnie des mines d'Aniche entreprend dans la partie nord d'Auberchicourt le creusement du puits de la fosse Sainte-Marie en 1856 ou 1857. La fosse commence à produire en 1863, date à laquelle le terril commence à être édifié.
La fosse Sainte-Marie est, après la nationalisation, exploitée par le Groupe de Douai. Elle cesse d'extraire en 1960, date à laquelle elle est concentrée sur la fosse Delloye de Lewarde, et cesse d'aérer en 1968. Le terril plat s'étend alors sur 51,1 hectares représentant un volume de 3 850 000 m3. Il culmine au maximum à quinze mètres. Il est constitué de schistes rouges, noirs et charbonneux, d'une granulométrie variée.

### Exploitation
Le terril a été en partie exploité pendant plusieurs décennies par Tercharnor, basé sur le terril no 144, Rieulay, distant de quelques kilomètres. Une étude thermographique réalisée en 2001 démontre qu'il ne subsiste plus aucun point chaud. L'exploitation s'est terminée fin 2010.

Des secteurs anciennement exploités, vus ici en 2011
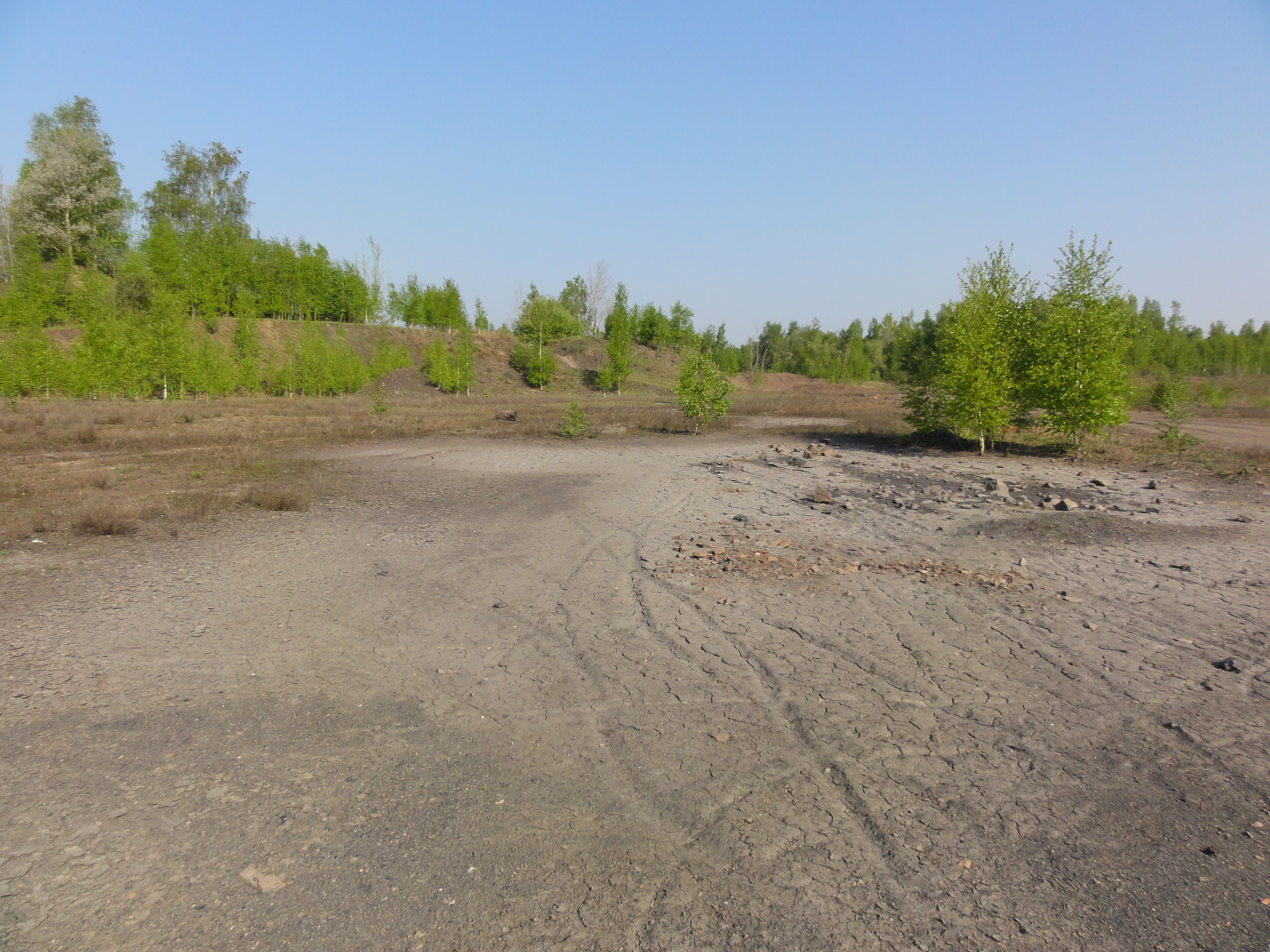
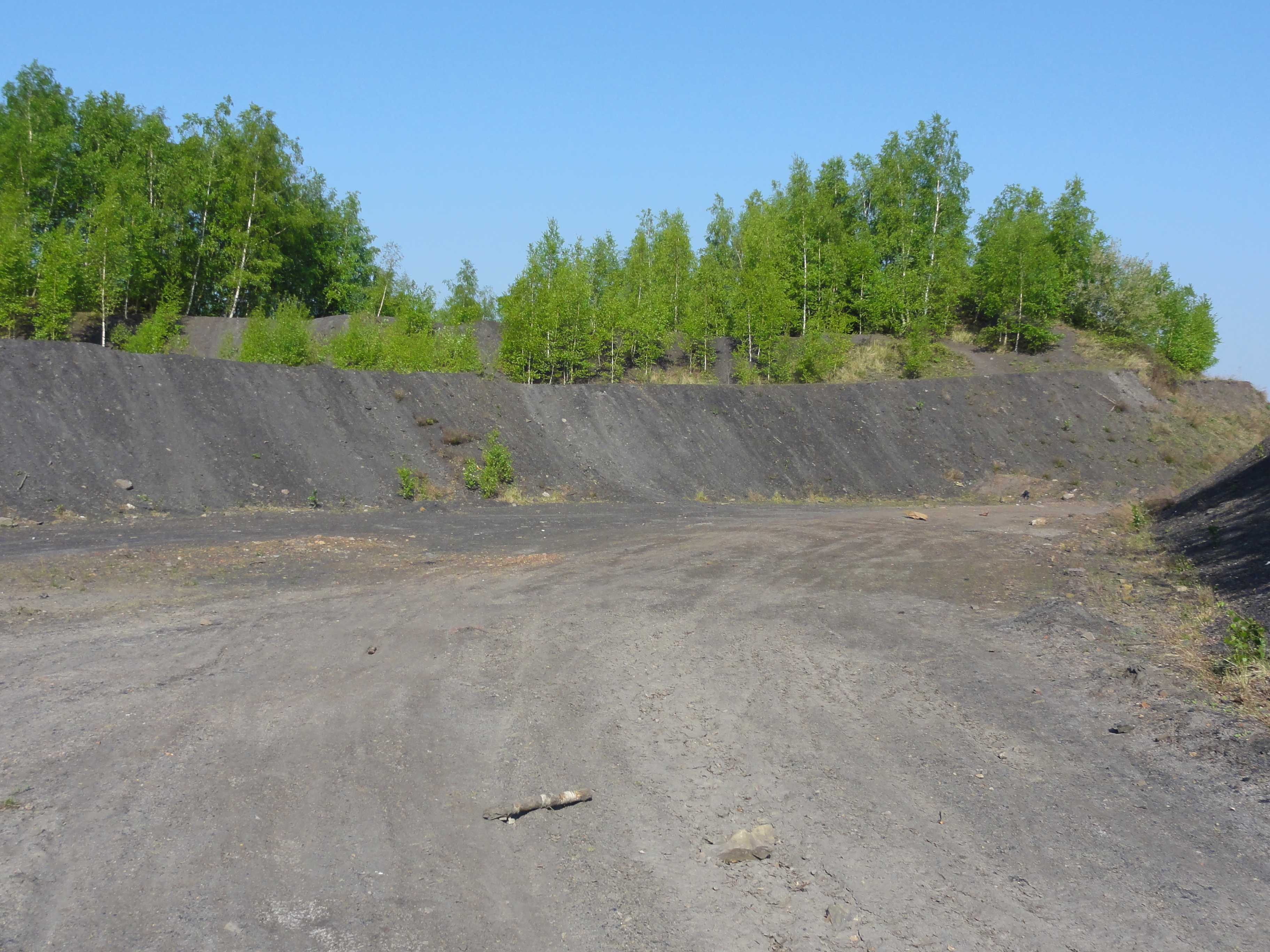
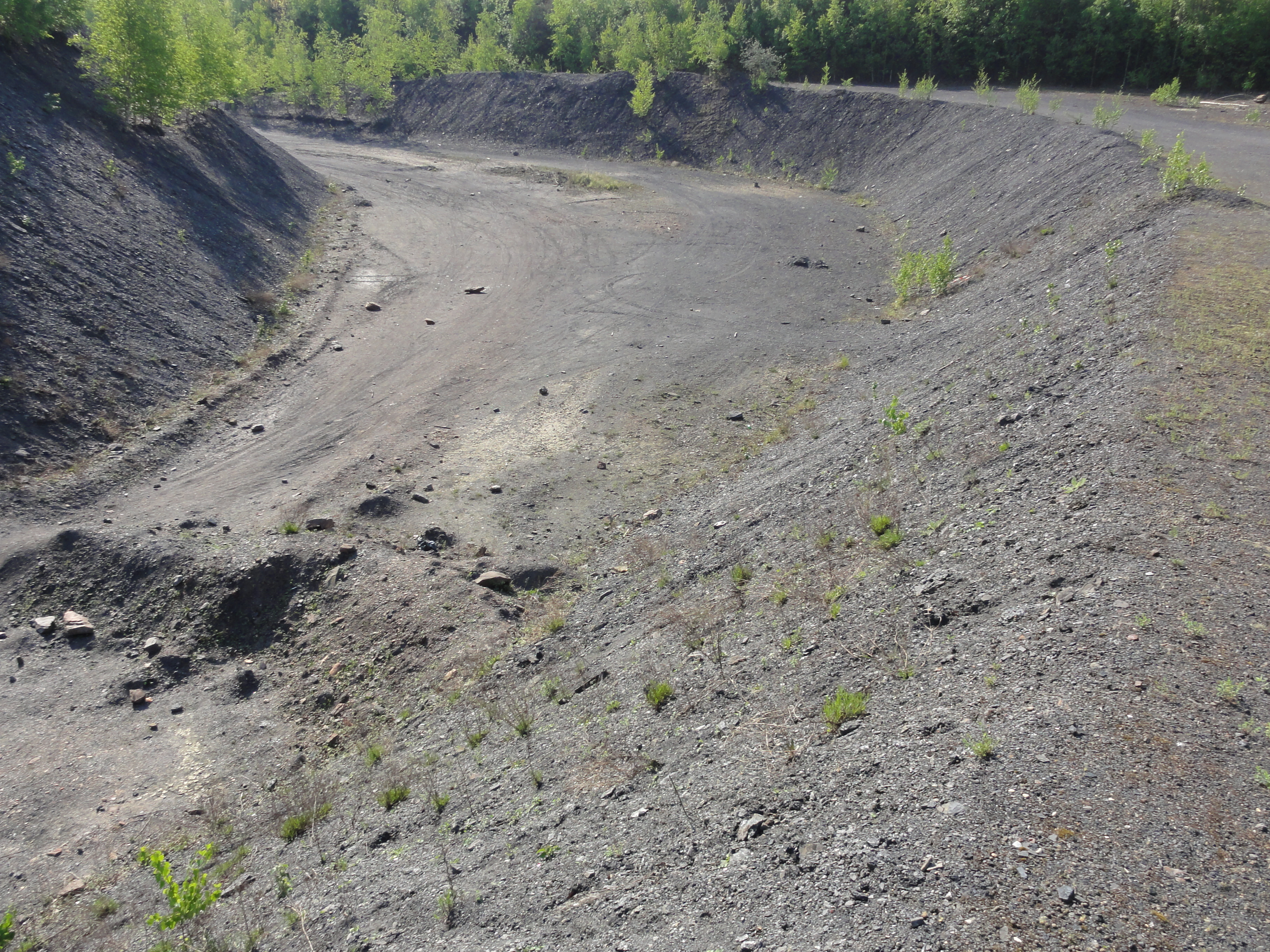
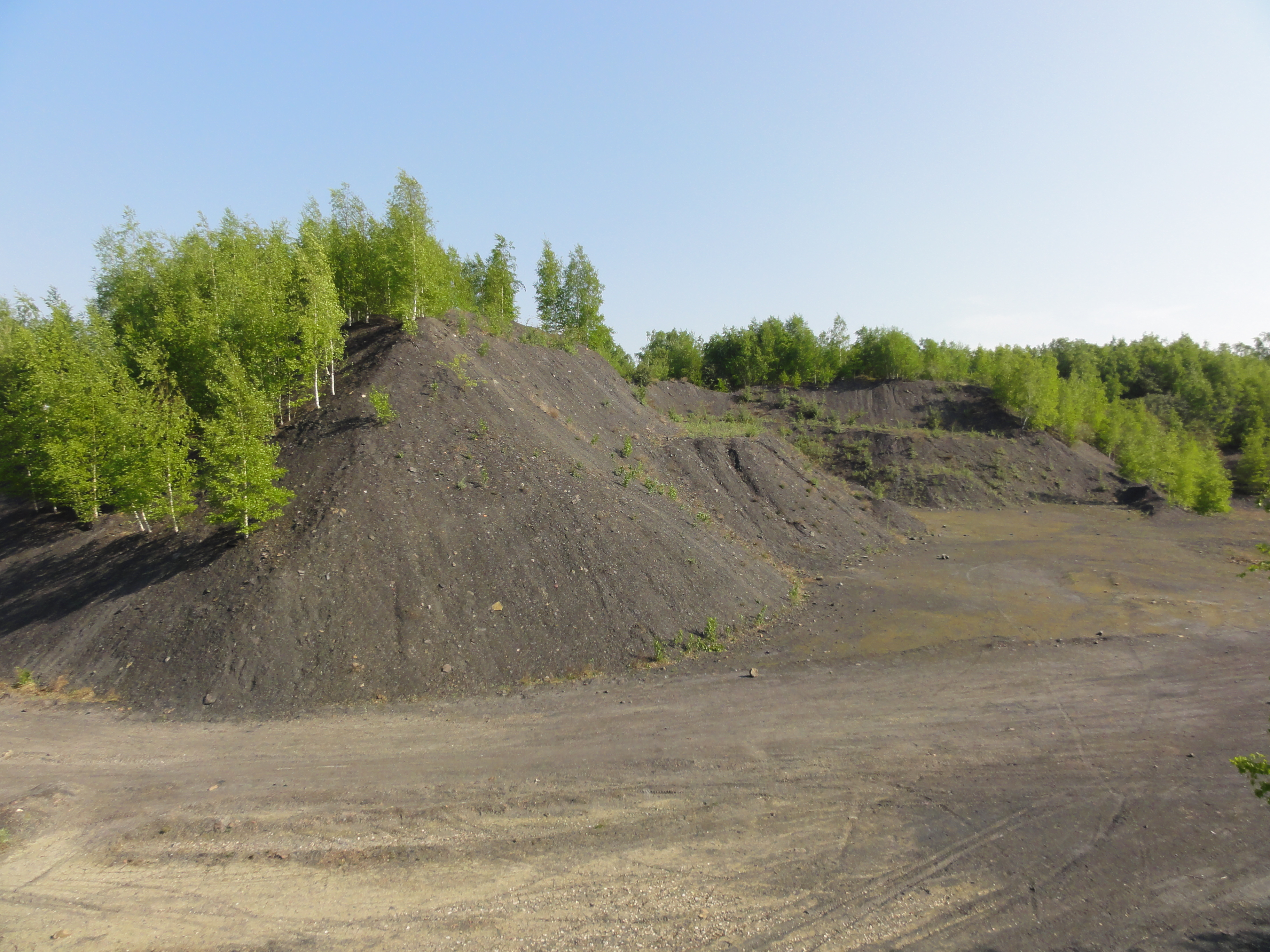

### Reconversion
Alors que l'exploitation se terminait, le site a été requalifié par le paysagiste A. Depret. Le projet a représenté un coût de 413 439 € dont 63 439 € (15 %) financés par le FEDER, 200 000 € (48 %) par l'État et 150 000 € (36 %) par la région. Onze hectares ont été requalifiés, 10,3 hectares terrassés, 25 hectares nivelés et trois hectares enherbés. Le but est de préserver la biodiversité déjà en place et de favoriser son développement tout en permettant au public d'accéder au site, d'où des zones séparées. Une mare a été créée et des zones humides améliorées.
Le terril no 125, Sainte Marie Est, est classé zone naturelle d'intérêt écologique, faunistique et floristique de type I, plusieurs espèces animales et végétales protégées s'y sont réfugiées. À l'inverse du terril no 125A, Sainte Marie Ouest, qui a été inscrit sur la liste du patrimoine mondial par l'Unesco le 30 juin 2012, le terril no 125, Sainte Marie Est, n'a pas bénéficié de cette inscription.

Différentes vues de la réserve naturelle, en 2011
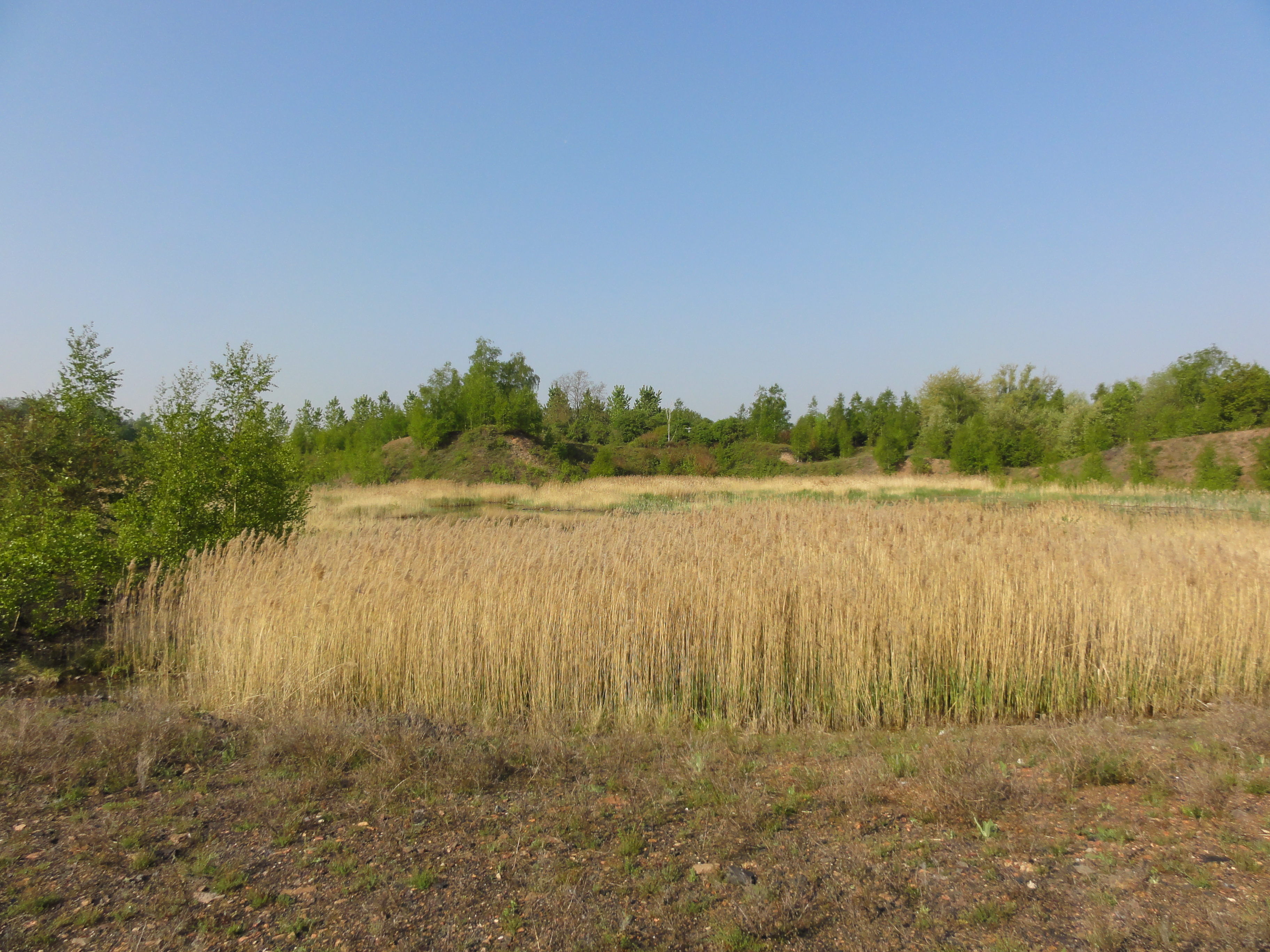
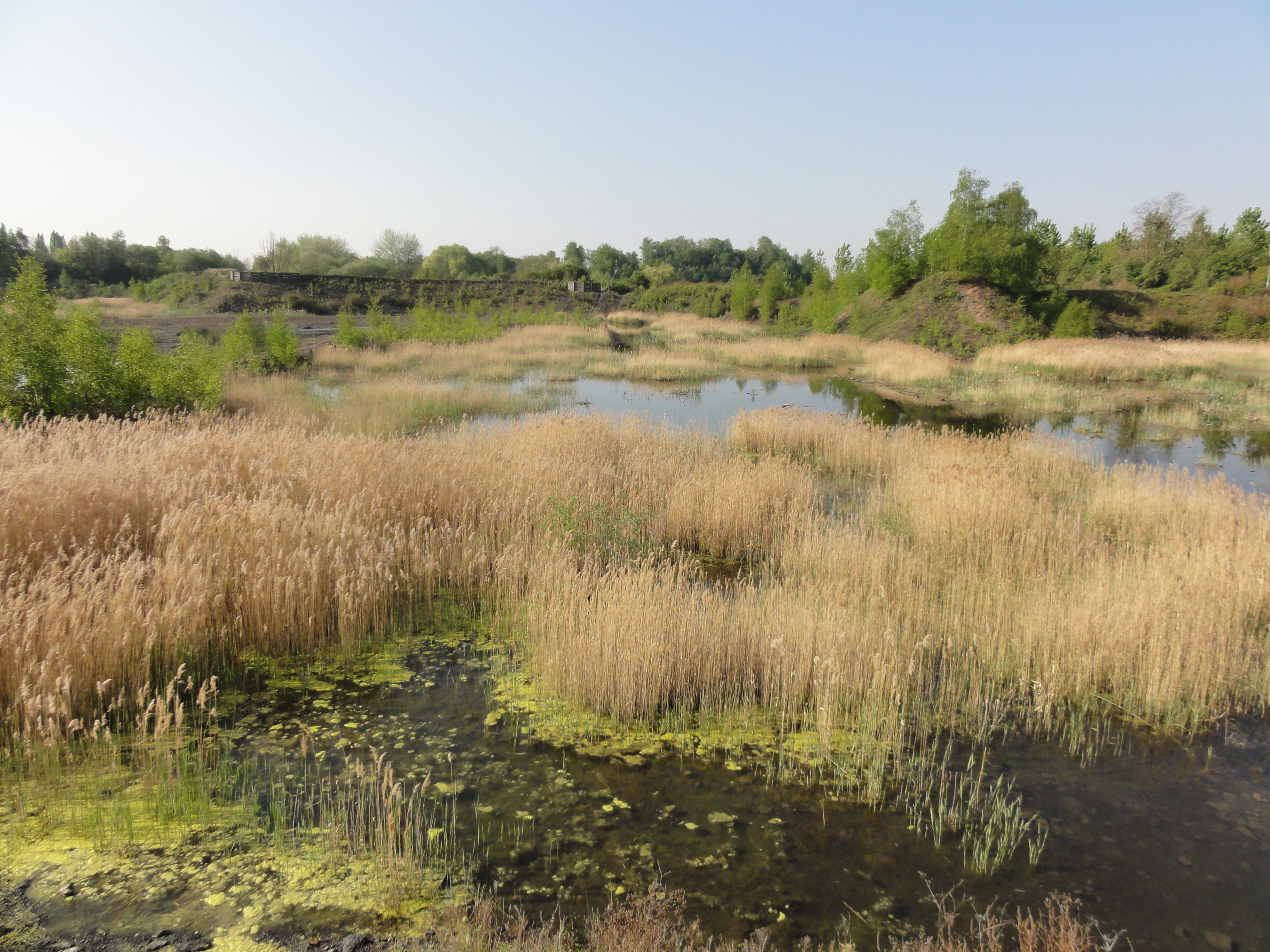
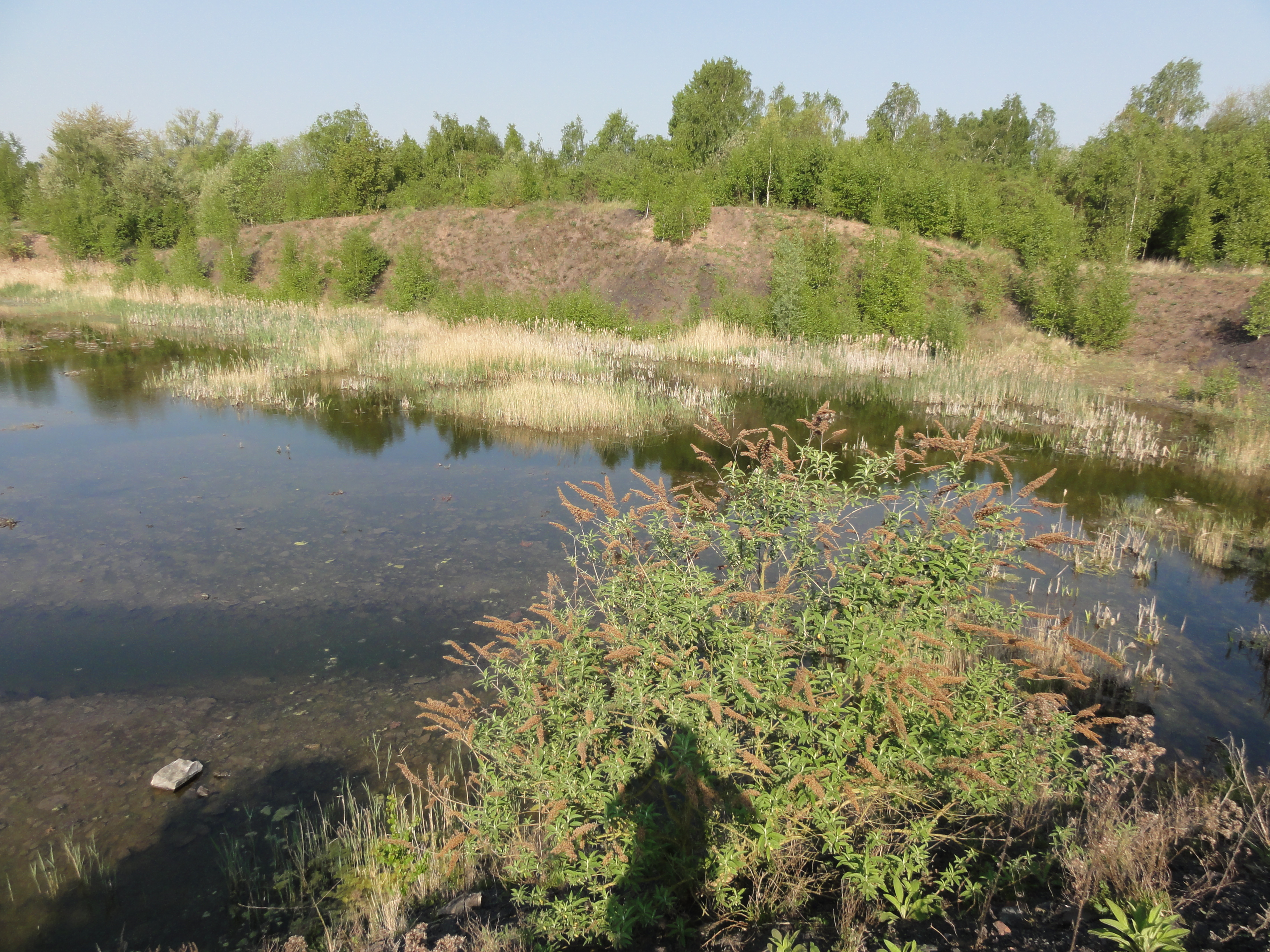
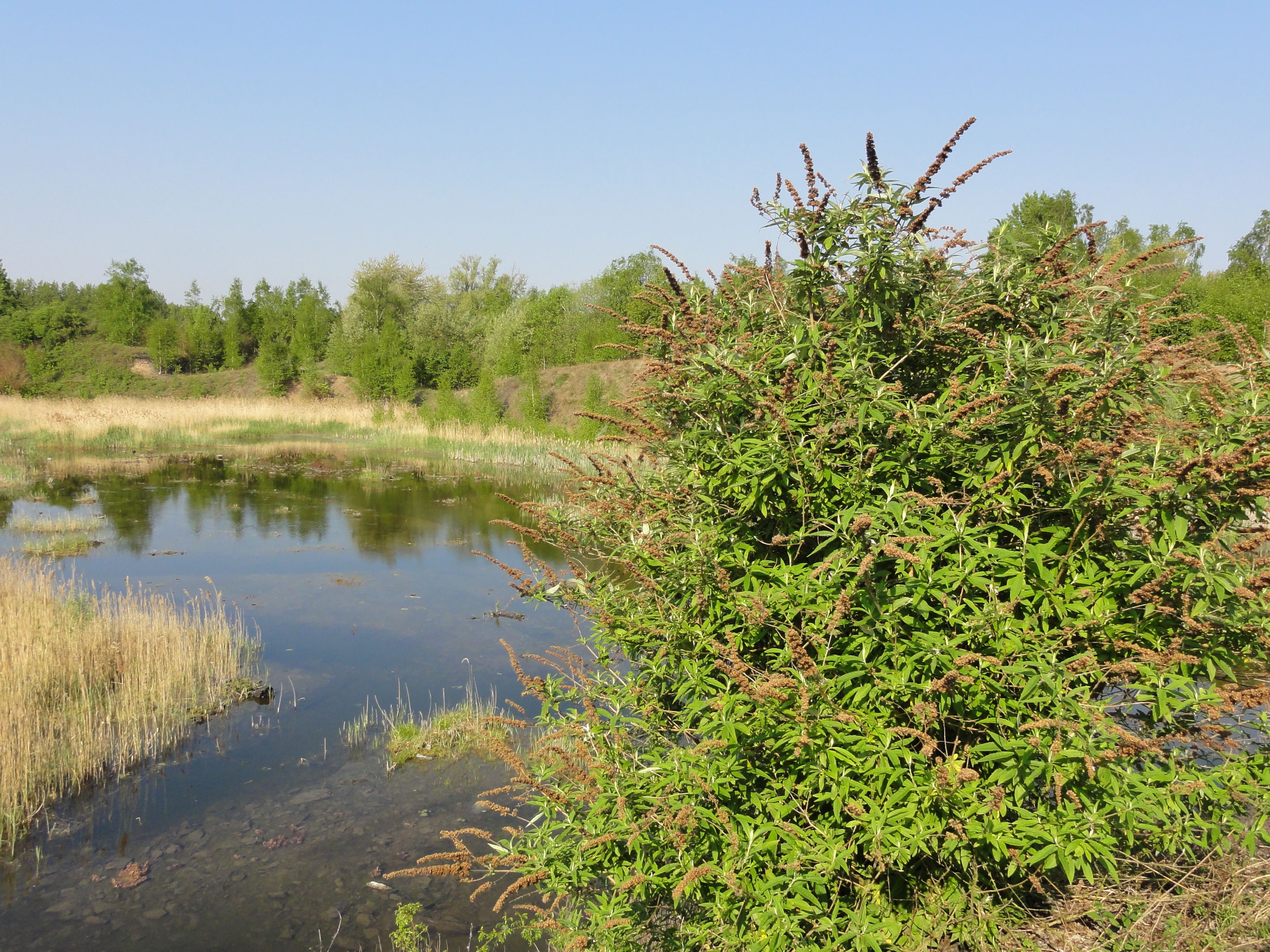